# Мануел Годой
Мануел де Годой (на испански: Manuel de Godoy Álvarez de Faria Ríos Sánchez Zarzosa, príncipe de la Paz y de Basano, duque de Alcudia y de Succa) е испански държавен деец, фаворит на кралица Мария Луиза и крал Карлос IV. Има множество титли: маркиз (1792 год), херцог де Алкудиа (1792 г.), Принсипе де ла Пас („принц на мира“, след подписването на Базелския мирен договор (1795), гранд 1-ви клас (1795 г.), генералисимус на сухопътните и военноморските сили (1801 г.). В периода 1792 – 1798 е първи министър на Испания и на практика управлява кралството в периода 1792 – 1808, с изключение на периода 1798 – 1801 г.